# Carl Gustaf Nordin
Carl Gustaf Nordin (2. januar 1749 – 14. marts 1812) var en svensk statsmand og lærd. 
Nordin, som 1774 blev docent i Upsala og det følgende år lektor ved gymnasiet i Hernøsand, viste allerede fra begyndelsen af sin virksomhed som historisk forsker en fremragende kritisk skarpsindighed og stor grundighed, egenskaber, som bidrog til at Nordin 1782 kaldtes til Stockholm for at samle og udgive kilderne til Sveriges tidligere historie. Dette hverv blev dog aldrig udført, da Nordin snart kom ind i politikken.
Den kirkelige forvaltning havde under Gustaf III været præget af mange misbrug, og navnlig var simonien meget almindelig, særlig da Schröderheim var den egentlig ledende. Nordin havde optrådt herimod, og da han på rigsdagen 1786 havde spillet en betydelig rolle, blev han samme år selv den fornemste ved kirkens styrelse og en slags kultusminister. Instruktionen for den "ecklesiastike beredning" var forfattet af Nordin selv. 
Nordin havde dog mange fjender, og 1789 måtte han træde tilbage, uagtet han havde gjort Gustaf III ikke ubetydelige tjenester på den stormende rigsdag samme år. Nordin var, om end uden for styrelsen, dog ret indflydelsesrig, og 1791 begærede Gustaf III atter råd af ham; at rigsdagen i Gefle kom i stand, har Nordin haft stor del i; på denne rigsdag var han den, der ledede præstestanden. 
Marts 1792 indtrådte Nordin atter i "Allmänna beredningen" og "Finanskonseljen", men med kongens død samme måned var det forbi med hans indflydelse, og juli 1792 måtte han vende tilbage til Hernøsand, hvor han 1805 blev biskop. Han deltog i rigsdagen 1800 i Norrköping; 1809 og 1810 var han på rigsdagene medlem af konstitutionsudvalget og det hemmelige udvalg. 
Nordin var meget fremragende som historisk samler; de "Nordinska samlingarna" af håndskrifter, næsten 2000 bind i forskellige videnskabsgrene, blev efter hans død erhvervede af Upsala Universitet og opbevares på dettes bibliotek. Nordin var medlem af det svenske Akademi fra dets stiftelse 1786. Hans børn adledes under navnet af Nordin; slægten uddøde på mandssiden 1874 og på kvindesiden 1899. Nordins dagbog er udgiven i "Historiska Handlingar" VI 1868.